# ザ・ニュー・セインツFC
ザ・ニュー・セインツ・オブ・オズウェストリー・タウン&スランサントフライド・フットボール・クラブ（英: The New Saints of Oswestry Town & Llansantffraid Football Club、ウェールズ語: Clwb Pêl-droed y Seintiau Newydd）は、ウェールズ・ポーイス・スランサントフライド=アム=メハイン (Llansantffraid-ym-Mechain) およびイングランド・シュロップシャー・オズウェストリーを代表しているイギリスのフルタイムプロサッカークラブである。ザ・ニュー・セインツ (The New Saints) あるいはTNSとしても知られている。2つの本拠地は8マイル (13 km)離れている。現在、ウェルシュ・プレミアリーグ所属。1997年から2006年の間は、トータル・ネットワーク・ソリューションズFC (Total Network Solutions F.C.) として知られていた。
TNSはオズウェストリーにあるパーク・ホールを本拠地としている。以前はスランサントフライド=アム=メハインにあるレクリエーション・グラウンドでプレーしていた。パーク・ホールには現在1000座席があり、今後3000席まで増設する計画がある。クラブのメインスポンサーはHealthpoint Ltd – Derma V10 Rangeである。
クラブのファーストユニフォームは緑と白の横縞のシャツに白のショーツとソックスである。セカンドユニフォームは青色のシャツ、ショーツ、ソックスである。

## 歴史

### スランサントフライドFC
クラブは、1959年に人口1000人の小さな村スランサントフライド=アム=メハインを代表するスランサントフライドFCとして結成され、レクリエーション・グラウンドでプレーしていた。最初の参加した大会はモンゴメリーシャー・アマチュア・フットボール・リーグ（現在のウェールズのサッカーの4部相当）であり、7度の優勝を果たした。1989/90シーズンの終わりにセントラル・ウェールズ・リーグ（現在のミッド・ウェールズ・フットボール・リーグ）に昇格したが、初年度に準優勝しキムリ・アライアンスへの昇格を勝ち得た。更に快進撃は続き、1992/93シーズンにはチャンピオンとしてリーグ・オブ・ウェールズ（現在のウェルシュ・プレミアリーグ）へと昇格し、ウェルシュ・インターミーディアト・カップ（以前のウェルシュ・アマチュア・カップ）を制した。

### Total Network Solutions
1996年、Llansantffraidはウェルシュカップで優勝し、初めてUEFAカップウィナーズカップへの出場権を得た。この時、地方のコンピュータ会社のTotal Network Solutions of Oswestryが、クラブの名称に会社名を入れることを含む£250,000のスポンサー契約を締結した。カップウィナーズカップでは、トータル・ネットワーク・ソリューションズ・スランサントフライドFCとして、ポーランド・カップの優勝クラブルフ・ホジューフと対戦し、ホームでは1対1で引き分けたが、アウェーでは0対5で敗れた。以後、ヨーロッパの大会への出場権を数度得ている。本拠地のレクリエーション・グラウンドがUEFAの基準を満たさないため、ヨーロッパの大会でのホームゲームではニュートンAFCあるいはレクサムFCのスタジアムを通常使用する。2003年に、マンチェスター・シティと対戦した際には、カーディフのミレニアム・スタジアムを使用した。
1997年、クラブの名称がTotal Network Solutions F.C.へと変更され、イギリスでスポンサー名のみからなる名称に改名したサッカークラブの初めての例となった。2003年夏のバリー・タウンの金融破綻の後は、TNAがフルタイムの選手を持つウェルシュ・プレミアリーグ唯一のクラブとなった。しかし、2005年夏にはラネリーAFCもフルタイムに移行する計画が発表された。

### オズウェストリー・タウンとの合併
2003年夏、財政的に弱い隣のクラブオズウェストリー・タウン（イングランドのクラブにもかかわらずウェールズでもプレーしていた）との合併が、全てのオズウェストリーの株主が会合に出席しなかったにもかかわらず、承認された。この合併はウェールズサッカー協会 (FAW) にも承認され、UEFAにも2003年8月13日に、最終的には裁可された（UEFAは当初異なる統括団体に属する2つのクラブが合併することに異議を唱えていた）。
2003/04シーズンは、リーグではリルに次いで準優勝、ウェルシュ・カップではここでも決勝に進出したリルに敗れ、無冠となった。2004-05シーズンはリーグとカップの二冠を達成した。
2005/06シーズンは、チャンピオンズ・リーグ出場権を逃した前年度優勝チームのリヴァプールと予備予選1回戦で対戦した。アンフィールドで行われたファーストレグではスティーヴン・ジェラードがハットトリックを挙げ、リヴァプールが3対0で勝利した。レクサムで行われたセカンドレグでも、交代出場したジェラードが2得点を挙げ、ジブリル・シセが1得点を加えリヴァプールが3対0で勝利した。敗れはしたものの、チームは賞賛され、特に北アイルランド人ゴールキーパージェラルド・ドハーティについて、ラファエル・ベニテスは「ゴールキーパーは多くのゴールを防いだ、私にとっては彼がこの2試合でのベストプレーヤーだ」と述べた。

### ザ・ニュー・セインツFC
2006年の初めにクラブのスポンサーであるTotal Network Solutionsがブリティッシュ・テレコムによって買収され、その結果としてスポンサー契約が2005/06シーズンの終わりに消滅したため、クラブの新たな名称を探す必要が出来た。eBayへの命名権売却の試みを含め、名称のアイデアを徹底的に探した後、クラブの歴史に相応しい「ザ・ニュー・セインツ The New Saints」とい名称で合意が成された。スランサントフライドは昔から「ザ・セインツ」として知られており、オズウェストリーは聖オズワルドと強い結び付きがあり、さらに頭文字の「TNS」も都合よく維持できた。スランサントフライドを表わす竜とオズウェストリーを表わす獅子をあしらった新クラブの記章も同時に作られた。
2010年2月10日、パーク・ジョールに新たな1000席の座席を建設する費用を得ることが困難となったため、ザ・ニュー・セインツが2010年から2011年まで、チェスター・シティのディーバ・スタジアムでホームゲームを行うことを申請したことをBBCが報じた。当時、この議論された動きはチェスター・シティの財政的な苦しさとガバナンスの問題によって複雑となっていた。ディーバ・スタジアムのピッチとスタンドはウェールズにあったが、クラブのオフィスがある離れはイングランドにあり、チェスター・シティはイングランドサッカー協会の管轄下にあった。チェスター・シティは圧倒的な負債により一カ月後に破産した。ザ・ニュー・セインツは2010年4月にFAWから国内ライセンスを得て、2010-11シーズンはパーク・ホールで試合を行った。
2010-11シーズンには、チャンピオンズ・リーグの予備予選に参加した。予備予選2回戦で、ザ・ニュー・セインツはリーグ・オブ・アイルランドプレミア・ディヴィジョンのチャンピオンボヘミアンズと対戦した。2010年7月13日にダブリンのダリーマウント・パークで行われたファーストレグは1対0で敗れた。パーク・ホールで行われたセカンドレグでは4対0で勝利し、合計スコア4対1で、1996年にヨーロッパの大会に初参加して以来クラブ初の勝利を飾った。ボヘミアンズの監督パット・フェンロンは後に自チームのパフォーマンスを「恥ずべき」とし、「選手達はクラブ、リーグ、国の期待を裏切った」と述べた。この結果は、別の人々にとってもボヘミアンズの40年間のヨーロッパでの歴史で最悪の結果であるとされた。駒を進めたザ・セインツはベルギー・プロリーグのチャンピオンでヨーロッパの巨人であるRSCアンデルレヒトと対戦した。レクサムでのホームレグでは3対1で、ブリュッセルのコンスタン・ヴァンデン・ストックでのアウェーゲームでは3対0で敗れた。ヨーロッパリーグのプレーオフラウンドであCSKAソフィアと対戦したが、合計スコア5対2で敗退した。

## フットサル
クラブのフットサルチームも成功を収めている。2011年に初開催されたFAWフットサルカップで優勝し、2012年にも決勝に進出した。

## タイトル

### 国内タイトル
- リーグ・オブ・ウェールズへの昇格: 1993年
  - 優勝 (17): 1999/00, 2004/05, 2005/06, 2006/07, 2009/10, 2011/12[11], 2012/13, 2013/14, 2014/15, 2015/16, 2016/17, 2017/18, 2018/19, 2021/22, 2022/23, 2023/24, 2024/25
  - 準優勝 (7): 2001/02, 2002/03, 2003/04, 2007/08, 2010/11, 2019/20, 2020/21
- ウェルシュカップ
  - 優勝 (9): 1995/96, 2004/05, 2011/12[11], 2013/14, 2014/15, 2015/16, 2018/19, 2021/22, 2022/23
  - 準優勝 (3): 2000/01, 2003/04, 2016/17
- リーグ・オブ・ウェールズ・カップ
  - 優勝 (9): 1994/95, 2005/06, 2008/09, 2009/10, 2010/11, 2014/15, 2015/16, 2016/17, 2017/18
  - 準優勝 (1): 2012/13
- FAWプレミアカップ
  - 優勝 (1): 2006/07
- Welsh Intermediate Cup
  - 優勝 (1): 1992/93
- カムリ・アライアンス・リーグ（2部）
  - 優勝 (1): 1992/93
- 最多観客数: 14,563人（リヴァプールFC戦、2005年）
- 欧州での初勝利 (4–1) 2戦合計 -v- ボヘミアンFC、2010年

## 最大差勝利・敗戦
- ウェールズリーグにおける最大差勝利: 12–0 v. エアバスUKブロウトンFC（2019年）
- ウェールズリーグにおける最大差敗戦: 0–10 v. バリー・タウン（1997年）

## 過去の成績
| シーズン | ディビジョン   | ディビジョン | ディビジョン | ディビジョン | ディビジョン | ディビジョン | ディビジョン | ディビジョン | ディビジョン | カップ       | リーグカップ |
| シーズン | リーグ         | 試           | 勝           | 分           | 敗           | 得           | 失           | 点           | 順位         | カップ       | リーグカップ |
| -------- | -------------- | ------------ | ------------ | ------------ | ------------ | ------------ | ------------ | ------------ | ------------ | ------------ | ------------ |
| 2002-03  | プレミアリーグ | 34           | 24           | 8            | 2            | 68           | 21           | 80           | 2位          |              |              |
| 2003-04  | プレミアリーグ | 32           | 24           | 4            | 4            | 77           | 28           | 76           | 2位          | 準優勝       |              |
| 2004-05  | プレミアリーグ | 34           | 23           | 9            | 2            | 83           | 25           | 78           | 1位          | 優勝         |              |
| 2005-06  | プレミアリーグ | 34           | 27           | 5            | 2            | 87           | 17           | 86           | 1位          |              | 優勝         |
| 2006-07  | プレミアリーグ | 32           | 24           | 4            | 4            | 81           | 20           | 76           | 1位          |              |              |
| 2007-08  | プレミアリーグ | 34           | 25           | 3            | 6            | 85           | 30           | 78           | 2位          | 2回戦敗退    | 準々決勝敗退 |
| 2008-09  | プレミアリーグ | 34           | 20           | 11           | 3            | 79           | 27           | 71           | 3位          | 4回戦敗退    | 優勝         |
| 2009-10  | プレミアリーグ | 34           | 25           | 7            | 2            | 69           | 13           | 82           | 1位          | 準々決勝敗退 | 優勝         |
| 2010-11  | プレミアリーグ | 32           | 20           | 8            | 4            | 87           | 34           | 68           | 2位          | 準決勝敗退   | 優勝         |
| 2011-12  | プレミアリーグ | 32           | 23           | 5            | 4            | 75           | 31           | 74           | 1位          | 優勝         | 準決勝敗退   |
| 2012-13  | プレミアリーグ | 32           | 24           | 4            | 4            | 86           | 22           | 76           | 1位          | 準決勝敗退   | 準優勝       |
| 2013-14  | プレミアリーグ | 32           | 22           | 7            | 3            | 86           | 20           | 73           | 1位          | 優勝         | 3回戦敗退    |
| 2014-15  | プレミアリーグ | 32           | 23           | 8            | 1            | 90           | 24           | 77           | 1位          | 優勝         | 優勝         |
| 2015-16  | プレミアリーグ | 32           | 18           | 10           | 4            | 72           | 24           | 64           | 1位          | 優勝         | 優勝         |
| 2016-17  | プレミアリーグ | 32           | 28           | 1            | 3            | 101          | 26           | 85           | 1位          | 準優勝       | 優勝         |
| 2017-18  | プレミアリーグ | 32           | 23           | 5            | 4            | 83           | 32           | 74           | 1位          | 準々決勝敗退 | 優勝         |
| 2018-19  | プレミアリーグ | 32           | 23           | 5            | 4            | 99           | 16           | 74           | 1位          | 優勝         | 準決勝敗退   |
| 2019-20  | プレミアリーグ | 26           | 16           | 4            | 6            | 69           | 27           | 52           | 2位          | 中止         | 2回戦敗退    |
| 2020-21  | プレミアリーグ | 32           | 24           | 5            | 3            | 84           | 17           | 77           | 2位          | 中止         | 中止         |
| 2021-22  | プレミアリーグ | 32           | 25           | 5            | 2            | 86           | 26           | 80           | 1位          | 優勝         | 2回戦敗退    |
| 2022-23  | プレミアリーグ | 32           | 26           | 5            | 1            | 112          | 17           | 83           | 1位          | 優勝         | 2回戦敗退    |

## 欧州の成績
| シーズン | 大会                               | ラウンド   | 対戦相手                       | ホーム       | アウェー     | 合計    |  |
| -------- | ---------------------------------- | ---------- | ------------------------------ | ------------ | ------------ | ------- |  |
| 1996-97  | UEFAカップウィナーズカップ         | 予備予選   | ルフ・ホジューフ               | 1-1          | 0-5          | 1-6     |  |
| 2000-01  | UEFAチャンピオンズリーグ           | 予選1回戦  | レバディア・タリン             | 2-2          | 0-4          | 2-6     |  |
| 2001-02  | UEFAカップ                         | 予選       | ポロニア・ワルシャワ           | 0-2          | 0-4          | 0-6     |  |
| 2002-03  | UEFAカップ                         | 予選       | アミカ・ウロンキ               | 2-7          | 0-5          | 2-12    |  |
| 2003-04  | UEFAカップ                         | 予選       | マンチェスター・シティ         | 0-2          | 0-5          | 0-7     |  |
| 2004-05  | UEFAカップ                         | 予選       | エステルスIF                   | 1-2          | 0-2          | 1-4     |  |
| 2005-06  | UEFAチャンピオンズリーグ           | 予選1回戦  | リヴァプール                   | 0-3          | 0-3          | 0-6     |  |
| 2006-07  | UEFAチャンピオンズリーグ           | 予選1回戦  | MYPA                           | 0-1          | 0-1          | 0-2     |  |
| 2007-08  | UEFAチャンピオンズリーグ           | 予選1回戦  | ヴェンツピルス                 | 3-2          | 1-2          | 4-4 (a) |  |
| 2008-09  | UEFAカップ                         | 予選1回戦  | スードゥヴァ・マリヤンポレ     | 0-1          | 0-1          | 0-2     |  |
| 2009-10  | UEFAヨーロッパリーグ               | 予選1回戦  | フラム・レイキャヴィーク       | 1-2          | 1-2          | 2-4     |  |
| 2010-11  | UEFAチャンピオンズリーグ           | 予選2回戦  | ボヘミアン                     | 4-0          | 0-1          | 4-1     |  |
| 2010-11  | UEFAチャンピオンズリーグ           | 予選3回戦  | アンデルレヒト                 | 1-3          | 0-3          | 1-6     |  |
| 2010-11  | UEFAヨーロッパリーグ               | プレーオフ | CSKAソフィア                   | 2-2          | 0-3          | 2-5     |  |
| 2011-12  | UEFAヨーロッパリーグ               | 予選1回戦  | クリフトンビル                 | 1-1          | 1-0          | 2-1     |  |
| 2011-12  | UEFAヨーロッパリーグ               | 予選2回戦  | ミッティラン                   | 1-3          | 2-5          | 3-8     |  |
| 2012-13  | UEFAチャンピオンズリーグ           | 予選2回戦  | ヘルシンボリIF                 | 0-0          | 0-3          | 0-3     |  |
| 2013-14  | UEFAチャンピオンズリーグ           | 予選2回戦  | レギア・ワルシャワ             | 1-3          | 0-1          | 1-4     |  |
| 2014-15  | UEFAチャンピオンズリーグ           | 予選2回戦  | スロヴァン・ブラチスラヴァ     | 0-2          | 0-1          | 0-3     |  |
| 2015-16  | UEFAチャンピオンズリーグ           | 予選1回戦  | B36トースハウン                | 4-1          | 2-1          | 6-2     |  |
| 2015-16  | UEFAチャンピオンズリーグ           | 予選2回戦  | ヴィデオトン                   | 0-1          | 1-1          | 1-2     |  |
| 2016-17  | UEFAチャンピオンズリーグ           | 予選1回戦  | SPトレ・ペンネ                 | 2-1          | 3-0          | 5-1     |  |
| 2016-17  | UEFAチャンピオンズリーグ           | 予選2回戦  | APOEL                          | 0-0          | 0-3          | 0-3     |  |
| 2017-18  | UEFAチャンピオンズリーグ           | 予選1回戦  | カレッジ・エウロパ             | 1-2          | 3-1          | 4-3     |  |
| 2017-18  | UEFAチャンピオンズリーグ           | 予選2回戦  | リエカ                         | 1-5          | 0-2          | 1-7     |  |
| 2018-19  | UEFAチャンピオンズリーグ           | 予選1回戦  | シュケンディヤ                 | 4-0          | 0-5          | 4-5     |  |
| 2018-19  | UEFAヨーロッパリーグ               | 予選2回戦  | リンカーン・レッド・インプス   | 2-1          | 1-1          | 3-2     |  |
| 2018-19  | UEFAヨーロッパリーグ               | 予選3回戦  | ミッティラン                   | 0-2          | 1-3          | 1-5     |  |
| 2019-20  | UEFAチャンピオンズリーグ           | 予選1回戦  | フェロニケリ                   | 2-2          | 1-0          | 3-2     |  |
| 2019-20  | UEFAチャンピオンズリーグ           | 予選2回戦  | コペンハーゲン                 | 0-2          | 0-1          | 0-3     |  |
| 2019-20  | UEFAヨーロッパリーグ               | 予選3回戦  | ルドゴレツ・ラズグラド         | 0-4          | 0-5          | 0-9     |  |
| 2020-21  | UEFAヨーロッパリーグ               | 予選1回戦  | ジリナ                         | 3-1 (a.e.t.) | N/A          | N/A     |  |
| 2020-21  | UEFAヨーロッパリーグ               | 予選2回戦  | B36トースハウン                | N/A          | 2-2 (4-5 p)  | N/A     |  |
| 2021-22  | UEFAヨーロッパカンファレンスリーグ | 予選1回戦  | グレントラン                   | 2-0          | 1-1          | 3-1     |  |
| 2021-22  | UEFAヨーロッパカンファレンスリーグ | 予選2回戦  | カウノ・ジャルギリス           | 5-1          | 5-0          | 10-1    |  |
| 2021-22  | UEFAヨーロッパカンファレンスリーグ | 予選3回戦  | ヴィクトリア・プルゼニ         | 4-2          | 1-3          | 5-5     |  |
| 2022-23  | UEFAチャンピオンズリーグ           | 予選1回戦  | リンフィールド                 | 1-0          | 0-2 (a.e.t.) | 1-2     |  |
| 2022-23  | UEFAヨーロッパカンファレンスリーグ | 予選2回戦  | ヴィキングル・レイキャヴィーク | 0-0          | 0-2          | 0-2     |  |

## 現所属メンバー
2018年8月13日現在
注：選手の国籍表記はFIFAの定めた代表資格ルールに基づく。
| No. | Pos. |                  | 選手名                     |
| --- | ---- | ---------------- | -------------------------- |
| 1   | GK   | イングランド     | ポール・ハリソン           |
| 2   | DF   | ウェールズ       | サイモン・スペンダー       |
| 3   | DF   | イングランド     | クリス･マリオット          |
| 4   | MF   | アイルランド     | トム・ホランド             |
| 5   | DF   | ウェールズ       | Ben Cabango                |
| 6   | MF   | イングランド     | ジョナサン・ラウトリッジ   |
| 7   | MF   | イングランド     | クリスチャン・サージェント |
| 8   | MF   | 北アイルランド   | ライアン・ブロベル         |
| 9   | FW   | ニュージーランド | グレッグ・ドレイパー       |
| 10  | MF   | イングランド     | ダニエル・レドモンド       |
| 11  | FW   | ポーランド       | アドリアン・チェシレヴィチ |

| No. | Pos. |              | 選手名                 |
| --- | ---- | ------------ | ---------------------- |
| 12  | DF   | イングランド | Blaine Hudson          |
| 14  | MF   | イングランド | ジェイミー・マラン     |
| 17  | FW   | アイルランド | ディーン・エベ         |
| 18  | MF   | イングランド | ジョシュ・ハマミ       |
| 19  | MF   | ウェールズ   | Ben Clark              |
| 20  | DF   | イングランド | ジョアシュ・ネンバード |
| 21  | FW   | アイルランド | カーティス・バーン     |
| 22  | DF   | イングランド | ケイン・ルイス         |
| 23  | MF   | ウェールズ   | アーロン・エドワーズ   |
| 25  | GK   | ウェールズ   | コナー・ロバーツ       |

### ローン移籍
in
注：選手の国籍表記はFIFAの定めた代表資格ルールに基づく。
| No. | Pos. |            | 選手名                             |
| --- | ---- | ---------- | ---------------------------------- |
| 5   | DF   | ウェールズ | Ben Cabango (スウォンジー・シティ) |

| No. | Pos. |  | 選手名 |
| --- | ---- |  | ------ |

out
注：選手の国籍表記はFIFAの定めた代表資格ルールに基づく。
| No. | Pos. |  | 選手名 |
| --- | ---- |  | ------ |

### 代表選出経験選手
- Steve Evans（ウェールズ）
- Greg Draper（ニュージーランド）

## 歴代監督
- Graham Breeze (1992–94)
- Ian Clarke (1994–96)
- Graham Breeze (1996–97)
- トニー・ヘンリー (1997–98)
- Karl Roche (1997–98)
- Andy Cale (1998–00)
- Ken McKenna (2000–08)
- Andy Cale (2008–10)
- Mike Davies [Director of Football] (2010–12)
- Carl Darlington (2011-2015)
- クレイグ・ハリソン (2012–2017)
- スコット・ラスコー (2017-)

## 歴代所属選手
- トニー・ヘンリー 1994-1997
- ベン・カバンゴ 2018-2019

## スタッフ
- David Spendiff [Chartered Physio]
- Gordon Evans [Player Liaison Officer]
- Scott Ruscoe [Head of Youth Development]
- Dr Brian Johnson [Club Doctor]
- Ben Bate [Performance Analyst]
- Conall Murtagh [Sports Scientist]